# Possel
Possel est une localité de la commune de Galafondo, préfecture de la Kémo en République centrafricaine. Située sur la rive droite de l’Oubangui, elle se trouve en amont de Bangui et des rapides de l'Eléphant et de Makongué, au confluent de la rivière Kémo. Elle fut sous le nom de Fort-de-Possel, le chef-lieu de la colonie de l’Oubangui-Chari-Tchad du 11 février au 11 décembre 1906.

## Histoire

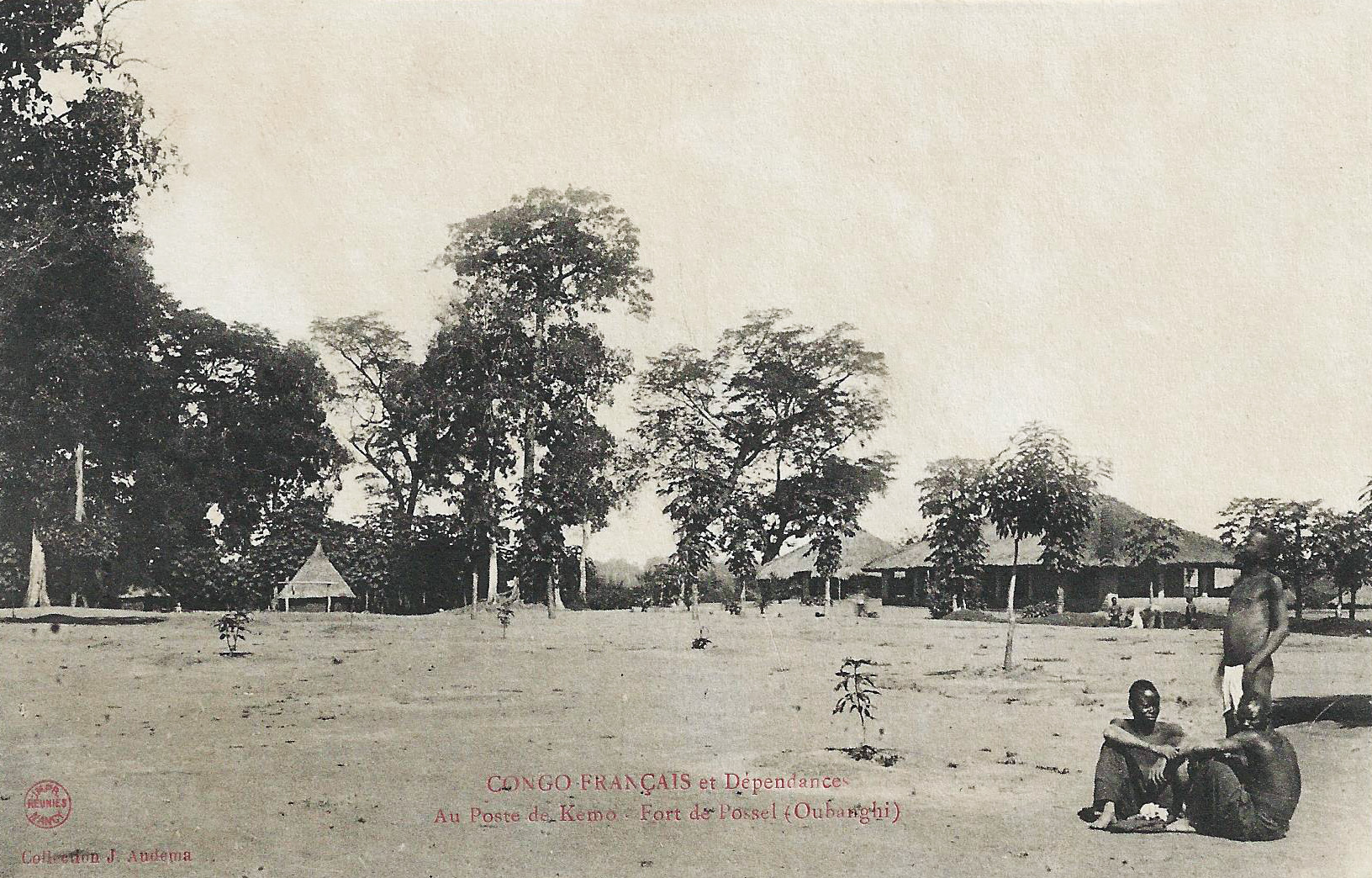
Au poste de Kémo. Fort de Possel (Oubanghi) (phot. J. Audema, vers 1900).

- 1891, l’ingénieur agricole Jean Dybowski fonde le poste de Kémo.
- 1899, ce poste est déplacé à l’emplacement de la localité actuelle de Possel[2]
- 1900, il prend le nom de Fort-de-Possel en hommage au Maréchal des logis de Possel-Deydier, tué le 28 octobre 1899, lors du combat de Kouno[3], opposant la mission du Chari placée sous les ordres de l’administrateur Émile Gentil (le Capitaine Robillot en étant le chef militaire) et l’armée du Sultan du Bornou, Rabah.
- 11 février 1906, Fort-de-Possel devient le chef-lieu de la colonie de Oubangui-Chari-Tchad[4].
- 11 décembre 1906, le chef-lieu de la colonie est transféré à Bangui.
- 31 juillet 1912, Fort-de-Possel est une Subdivision de la Circonscription de la Kémo.
- 16 octobre 1946, la localité devient un Poste de Contrôle Administratif du District de Fort-Sibut.
- 23 décembre 1961, création du Poste de Contrôle Administratif de Possel dans la Sous-préfecture de Sibut, Préfecture de la Kémo-Gribingui. Par la suite le Poste de Contrôle Administratif sera transféré à Ndjoukou.